# Arkadiusz Brykalski
Arkadiusz Przemysław Brykalski (ur. 9 lipca 1971 w Szczecinie) – polski aktor i wokalista.

## Życiorys
Arkadiusz Brykalski wychował się w Stargardzie, gdzie uczęszczał do Technikum Zespołu Szkół Mechanizacji Rolnictwa. W 1998 ukończył Państwowe Policealne Studium Wokalno-Aktorskie im. Danuty Baduszkowej w Gdyni. Rozpoczął także studia polonistyczne na Uniwersytecie Szczecińskim; dyplom uzyskując ostatecznie na Uniwersytecie Gdańskim. Pracę magisterską poświęconą Zbigniewowi Cybulskiemu napisał pod kierunkiem Jana Ciechowicza; jej recenzentem był Andrzej Wajda.
Z teatrem zetknął się jeszcze w Stargardzie w Zespole Teatralnym Majki Cierockiej. Na scenie debiutował w 1996. Był zatrudniony w Teatrze Muzycznym im. Danuty Baduszkowej w Gdyni (1998–1999), Teatrze Wybrzeże w Gdańsku (2001–2007) oraz Starym Teatrze w Krakowie (2008–2013). W 2016 został członkiem zespołu Teatru Powszechnego w Warszawie. Okazjonalnie występuje również w innych teatrach.
Występuje także w filmach, serialach, dubbingach, słuchowiskach radiowych. Współpracuje z inicjatywą Michała Zadary CENTRALA. Był członkiem grupy muzycznej Tymon Tymański & The Waiters (płyta „Theatricon Plixx” z 2001).
Finalista (laureat) Przeglądu Piosenki Aktorskiej we Wrocławiu (2001 i 2003). Zdobywca II nagrody w konkursie „Pamiętajmy o Osieckiej” w Sopocie (2001). W 2024 otrzymał nagrodę aktorską za rolę męską na XXIII Festiwalu „Dwa Teatry” w Sopocie za rolę w spektaklu „Apetyt na czereśnie” (reż. Anna Sroka-Hryń).
Żonaty, ojciec dzieci. Od ok. 2007 mieszka w Warszawie, na Grochowie.